# 사이조번 (이요국)

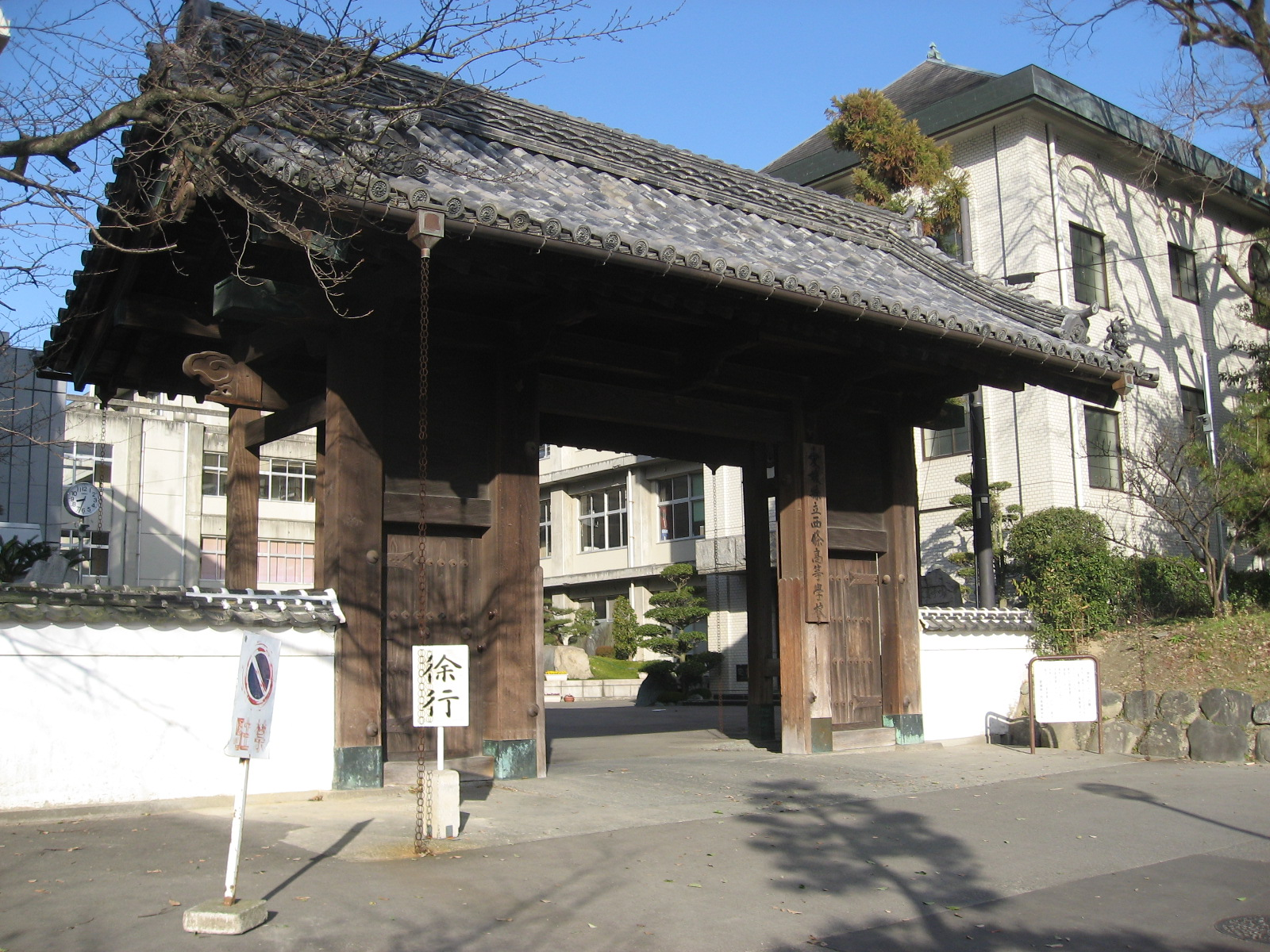
구 사이죠 진야 오오테몬 (현 현립사이죠고등학교 정문). 간세이 연간 (1789년 - 1801년)에 건립된 것으로 추정된다

사이죠번(일본어: 西条藩 さいじょうはん[*])은 에도 시대에 이요국에 존재했던 번이다. 번청은 이요국 니이군 사이죠 (현 에히메현 사이죠시)의 사이죠 진야이다.
에도 시대 초기에는 토자마 다이묘 히토츠야나기가가 다스렸고, 3대 약 30년만에 개역되었다. 1670년, 도쿠가와 고산케 중 하나인 키이 도쿠가와가의 일족 (고렌시)가 3만석으로 들어와, 와카야마번의 지번으로서 폐번치현까지 존속했다.

## 번의 역사
주로 향토사 분야에서, 히토츠야나기시 사이죠번을 "제 1차 사이죠번", 마츠다이라씨의 사이죠번을 "제 2차 사이죠번"이라고 부르는 경우가 있다.

### 히토츠야나기가 시대
간에이 13년 (1636년), 이세 고베 5만석의 영주였던 히토츠야나기 나오모리가 1만 8천석의 가증을 받아, 합계 6만 8천석으로 사이죠로 전봉되었다 (이중, 5천석을 차남 나오이에에게 분할했기 때문에, 6만 3천석으로 기록되기도 한다). 이에 따라, 이요국 니이군, 우마군, 슈후군 및 하리마국 카토군에 걸친 소령을 가진 사이죠번이 성립하지만, 나오모리는 같은 해, 입성하기 위해 가던 길목인 오사카에서 사망했다. 나오모리의 유령은 세 아들에 의해 분할되어, 후계자 나오시게가 3만 석을 상속받아 사이죠번 번주가 되었고, 차남 나오이에가 2만 8천석 (이요 카와노에번 → 하리마 오노번), 3남 나오요리가 1만석 (이요 코마츠번)으로 다이묘가 되었다.
실질적으로 사이죠 3만석을 성립시킨 것은 2대 나오시게라 할 수 있다. 나오시게는 사이죠 진아 및 그 진야 마을의 원향을 쌓았다. 나오시게의 아들 나오오키는 동생 나오테루에게 5천석을 분봉해주고, 사이죠번은 2만 5천석이 되었다. 그러나, 간분 5년 (1665년), 나오오키는 직무 태만과 실정 등을 이유로 개역 처분을 받았다. 사이죠 영지는 이 후, 토쿠시마번, 마츠야마번의 보관지를 거쳐 공의어료 (대관 지배지)가 되었다.

### 사이죠 마츠다이라가 시대
간분 10년 (1670년), 와카야마번 번주 도쿠가와 요리노부의 3남 마츠다이라 요리즈미가 3만석으로 입봉하고, 다시 사이죠번이 세워졌다. 이 번은 와카야마번의 지번으로 자리매김한 번으로, 키이 토쿠가와가 (와카야마번 번주 가문)가 끊어질 경우에 대비하는 집안이었다. 후술하는 바와 같이 와카야마번과의 관계는 긴밀했다.
겐로쿠 7년 (1694년)에 벌어진 타카다노바바 결투는 사이죠번 번사 스가노 로쿠로자에몬, 무라카미 쇼자에몬이 벌인 결투 사건으로, 호리베 타케츠네의 조력으로 명성을 얻었다. 와카야마번 5대 번주 도쿠가와 요시무네가 쇼군이 되었을 때, 사이죠번 2대 번주 요리요시가 와카야마번을 이어 도쿠가와 무네나오라 칭했으며, 동생 요리야스 (후의 마츠다이라 요리타다)가 사이죠번을 상속받았다.
4대 번주 마츠다이라 요리사토는 번 재정 재건을 위해 검약령을 내렸으나, 병약함을 이유로 번정 개혁이 곤란하다며 22살에 은거했고, 키이 도쿠가와가로부터 마츠다이라 요리아츠 (무네나오의 3남)를 5대 번주로 맞이했다. 요리아츠도 와카야마번을 이었기 때문에, 도쿠가와 하루사다 이름을 칭하고 있었다. 요리아츠의 후계는 와카야마번 번주 도쿠가와 무네마사의 아들 마츠다이라 요리카타가 이었다.
8대 번주 마츠다이라 요리유키는 사이죠에 번교 "이젠도"를 열었다. 9대 번주 마츠다이라 요리사토는 요리타다 이후 약 100년만에 사이죠 입성을 실시하는 동시에 덴포 7년 (1832년)에 영내의 지지 『西条誌』의 편찬을 명했다 (완성은 덴포 13년).
막부 말기의 번주는, 9대 번주 마츠다이라 요리사토이다. 마츠다이라가는 도쿠가와 일문의 신판이면서도 메이지 유신때에는 재빨리 신정부에 공순의 자세를 보여 관군으로서 보신 전쟁에 참전하였다. 메이지 2년 (1869년), 판적봉환과 동시에 마지막 번주 마츠다이라 요리히데는 번지사가 되어 화족에 올랐다.
메이지 4년 (1871년), 폐번치현에 의해 사이죠현이 되었다. 후에 마츠야마현, 이시테츠현을 거쳐, 에히메현에 편입되었다.
메이지 17년 (1884년)의 화족령으로 요리히데는 자작에 서임되었다.

## 역대 번주

### 히토츠야나기가(一柳家)
토자마 다이묘 (1636년 - 1665년). 고쿠다카 : 6만 8천석 → 3만석 → 2만 5천석
| 대 | 이름                  | 원호            | 관위               | 재임기간                               | 향년 | 출신가문       |
| -- | --------------------- | --------------- | ------------------ | -------------------------------------- | ---- | -------------- |
| 1  | 히토츠야나기 나오모리 | 타호인 多宝院   | 종5위하 켄모츠     | 간에이 13년 1636년                     | 73   | 히토츠야나기가 |
| 2  | 히토츠야나기 나오시게 | 지키시인 直指院 | 종5위하 탄고노카미 | 간에이 13년 - 쇼호 2년 1636년 - 1645년 | 48   | 히토츠야나기가 |
| 3  | 히토츠야나기 나오오키 | 단스이인 醰粋院 | 종5위하 켄모츠     | 쇼호 2년 - 간분 5년 1645년 - 1665년    | 79   | 히토츠야나기가 |

### 사이죠 마츠다이라가(西条松平家)
신판 다이묘 고렌시 (1670년 - 1871년). 고쿠다카 : 3만석
번주 모두 좌근위권소장에 임명되어있었다.
| 대 | 이름                | 원호              | 관위                     | 재임기간                                 | 향년 | 출신가문            |
| -- | ------------------- | ----------------- | ------------------------ | ---------------------------------------- | ---- | ------------------- |
| 1  | 마츠다이라 요리즈미 | 겐세이인 源性院   | 종4위하 우쿄노다이부     | 간분 10년 - 쇼토쿠 원년 1670년 - 1711년  | 71   | 키이 도쿠가와가     |
| 2  | 마츠다이라 요리요시 | 다이에인 大慧院   | 종4위하 사쿄노다이부     | 쇼토쿠 원년 - 쇼토쿠 6년 1711년 - 1716년 | 76   | 사이죠 마츠다이라가 |
| 3  | 마츠다이라 요리타다 | 에이니치인 恵日院 | 종4위하 사쿄노다이부     | 쇼토쿠 6년 - 겐분 3년 1716년 - 1738년    | 33   | 사이죠 마츠다이라가 |
| 4  | 마츠다이라 요리사토 | 치세이인 智性院   | 종4위하 사쿄노다이부     | 겐분 3년 - 호레키 3년 1738년 - 1753년    | 50   | 사이죠 마츠다이라가 |
| 5  | 마쓰다이라 요리아쓰 | 쿄겐인 香嚴院     | 종4위하 사쿄노다이부     | 호레키 3년 - 안에이 4년 1753년 - 1775년  | 62   | 키이 도쿠가와가     |
| 6  | 마츠다이라 요리카타 | 쥬토쿠인 寿徳院   | 종4위하 시키부노다이스케 | 안에이 4년 - 간세이 7년 1775년 - 1795년  | 52   | 키이 도쿠가와가     |
| 7  | 마츠다이라 요리미   | 코토쿠인 広徳院   | 종4위하 아악두           | 간세이 7년 - 간세이 9년 1795년 - 1797년  | 24   | 사이죠 마츠다이라가 |
| 8  | 마츠다이라 요리유키 | 스이토쿠인 秀徳院 | 종4위하 시키부노다이스케 | 간세이 9년 - 덴포 3년 1797년 - 1832년    | 64   | 사이죠 마츠다이라가 |
| 9  | 마츠다이라 요리사토 | 치토쿠인 智徳院   | 종4위상 시종             | 덴포 3년 - 분큐 2년 1832년 - 1862년      | 58   | 사이죠 마츠다이라가 |
| 10 | 마츠다이라 요리히데 |                   | 종4위하 사쿄노다이부     | 분큐 2년 - 메이지 4년 1862년 - 1871년    | 63   | 사이죠 마츠다이라가 |

## 막부 말기의 영지
- 이요국
  - 우마군 중 15개 마을
  - 니이군 중 43개 마을
  - 슈후군 중 3개 마을

## 사이죠 마츠다이라가 시대의 번정
사이죠 마츠다이라가의 사이죠번은 와카야마번의 지번이며, 군역은 본번에 편입되었고, 번 재정도 본번의 지원을 받았다. 지리적 조건에도 불구하고, 사이죠는 특히 본번과의 유대가 강해, 번사나 가족이 에도와 영지를 왕래할 때, 와카야마를 경유하기 일쑤였다. 또한 번주뿐만 아니라, 가신간의 이동도 세밀했다.
마츠다이라가는 정부다이묘로, 번주가 영지에 갈 기회는 적었다. 초대 번주 요리즈미의 사이죠 입성은 처음 입봉한 간분 10년 (1670년)을 비롯하여 약 40년간의 치세 동안 5번뿐이었다. 그러나, 사이죠 마츠다이라씨 10대 200년의 그 긴 기간 동안 영지에 입성한 횟수는 총 9번이며, 그 중 4번은 쇼토쿠 4년 (1714년)에 마츠다이라 요리요시, 교호 14년 (1729년)에 마츠다이라 요리야스, 덴포 6년 (1835년)에 마츠다이라 요리사토, 분큐 3년 (1863년)에 마츠다이라 요리히사가 입성한 것이다.

## 관련 인물
※분류:사이조번 사람도 참고
- 마츠다이라 요리카츠 - 사이조번의 적남
- 야마노이 콘론 - 유학자. 에도츠메한시(詰藩士)로서 고용되어있었다
- 츠즈키 케이로쿠 - 번사. 후에 법학박사, 남작
- 타카하시 센지로 - 번사. 검술가

## 같이 보기
- 이요 팔번
- 타미야신겐류 (타미야류)